# Коробчине (Чугуївський район)
Коро́бчине (в минулому — Коробочкине) — село в Україні, у Чкаловській селищній громаді Чугуївського району Харківської області. Населення — 3106 осіб. До 2016 року орган місцевого самоврядування — Коробочкинська сільська рада.

## Географія
Село Коробчине розташоване на правому березі річки Таганка, яка через 4 км впадає в річку Сіверський Донець (ліва притока). На відстані 2,5 км розташоване село Пушкарне, за 4 км — село Гракове, за 6 км — селище Малинівка. Поруч із селом пролягають автошляхи М03 та Н26. За 4 км від села пролягає залізниця, станція Коробчине.

## Історія
Село вперше згадується у 1830 році.
За даними на 1864 рік у казеному селі Коробчине, центрі Коробчанської волості Зміївського повіту, мешкало 2214 осіб (1073 чоловічої та 1141 — жіночої статі), налічувалось 350 домогосподарств, існувала православна церква.
Станом на 1914 рік кількість мешканців села зросла до 3 651 особи.
У 1920—1921 роках на роз'їзді Коробчине працював дослідник фауни України Всеволод Великанів.
12 червня 2020 року, відповідно до розпорядження Кабінету Міністрів України № 725-р «Про визначення адміністративних центрів та затвердження територій територіальних громад Харківської області», увійшло до складу Чкаловської селищної громади.
19 липня 2020 року, в результаті адміністративно-територіальної реформи та ліквідації Чугуївського району, село увійшло до складу новоутвореного Чугуївського району Харківської області.
В ході російського вторгнення в Україну 2022 року село зазнало руйнувань від російських обстрілів. Лише від обстрілу 10 червня загинули 5 мешканців села.
19 вересня 2024 року Верховна Рада України підтримала перейменування села Коробочкине на Коробчине. 26 вересня 2024 року перейменування набуло чинності.

## Населення

### Мова
Розподіл населення за рідною мовою за даними перепису 2001 року:
| Мова            | Кількість | Відсоток |
| --------------- | --------- | -------- |
| російська       | 2624      | 84.48%   |
| українська      | 430       | 13.84%   |
| вірменська      | 35        | 1.13%    |
| ромська         | 5         | 0.16%    |
| білоруська      | 3         | 0.10%    |
| грецька         | 3         | 0.10%    |
| румунська       | 1         | 0.03%    |
| інші/не вказали | 5         | 0.16%    |
| Усього          | 3106      | 100%     |

## Економіка
- Молочно-товарна, птахо-товарна і свино-товарна ферми, машинно-тракторні майстерні.
- Сільськогосподарське підприємство «Витязь».
- Чугуївський агротехсервіс, ВАТ.
- Сільськогосподарське ТОВ «Маяк».

## Об'єкти соціальної сфери
- Дитячий садок.
- Школа.
- Будинок культури (в даний момент реконструйований в будівлю школи).
- Бібліотека

## Пам'ятки
- Церква Успіння Пресвятої Богородиці.

## Галерея

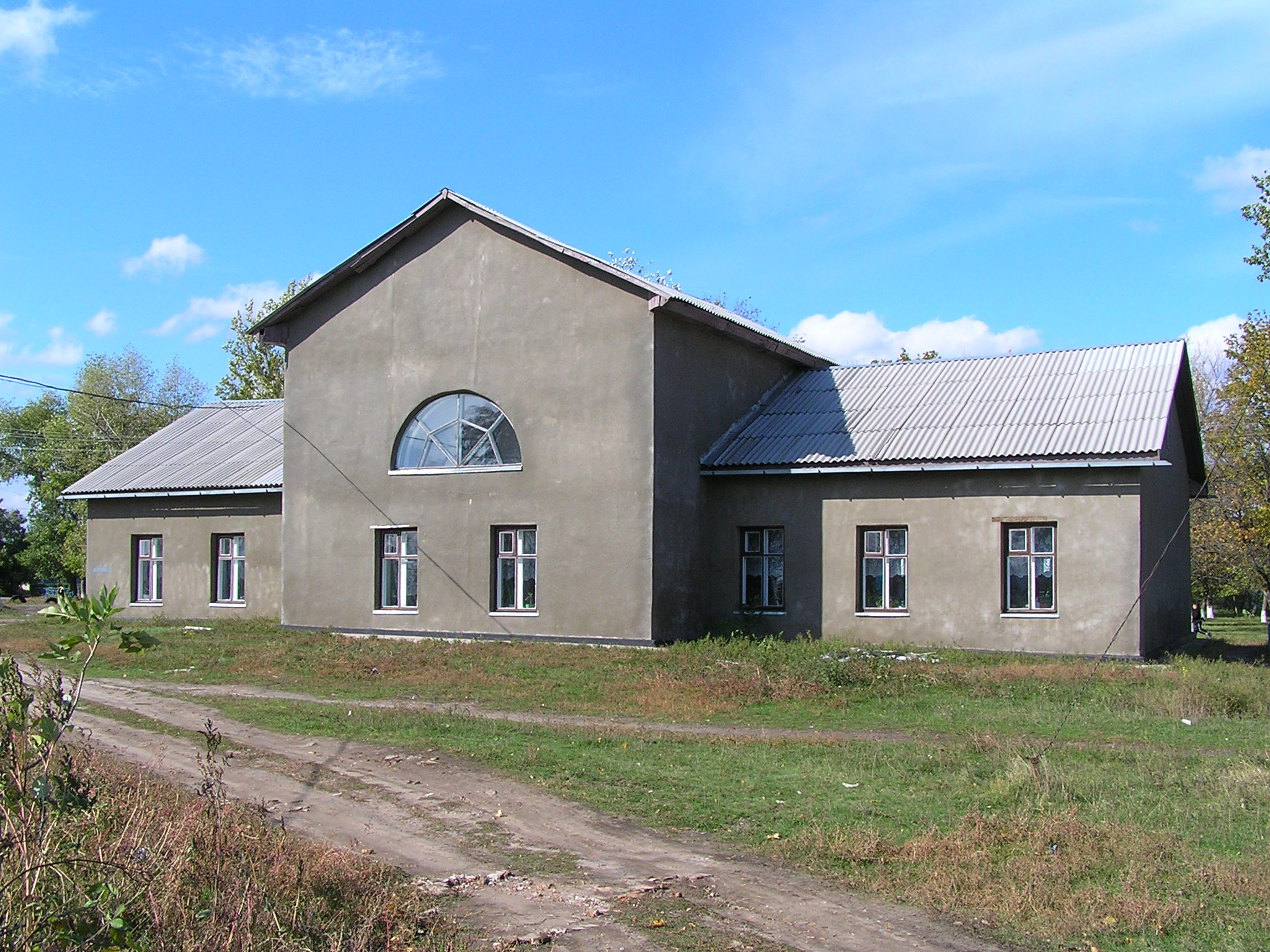
Волосна управа (північний корпус). Тиловий фасад
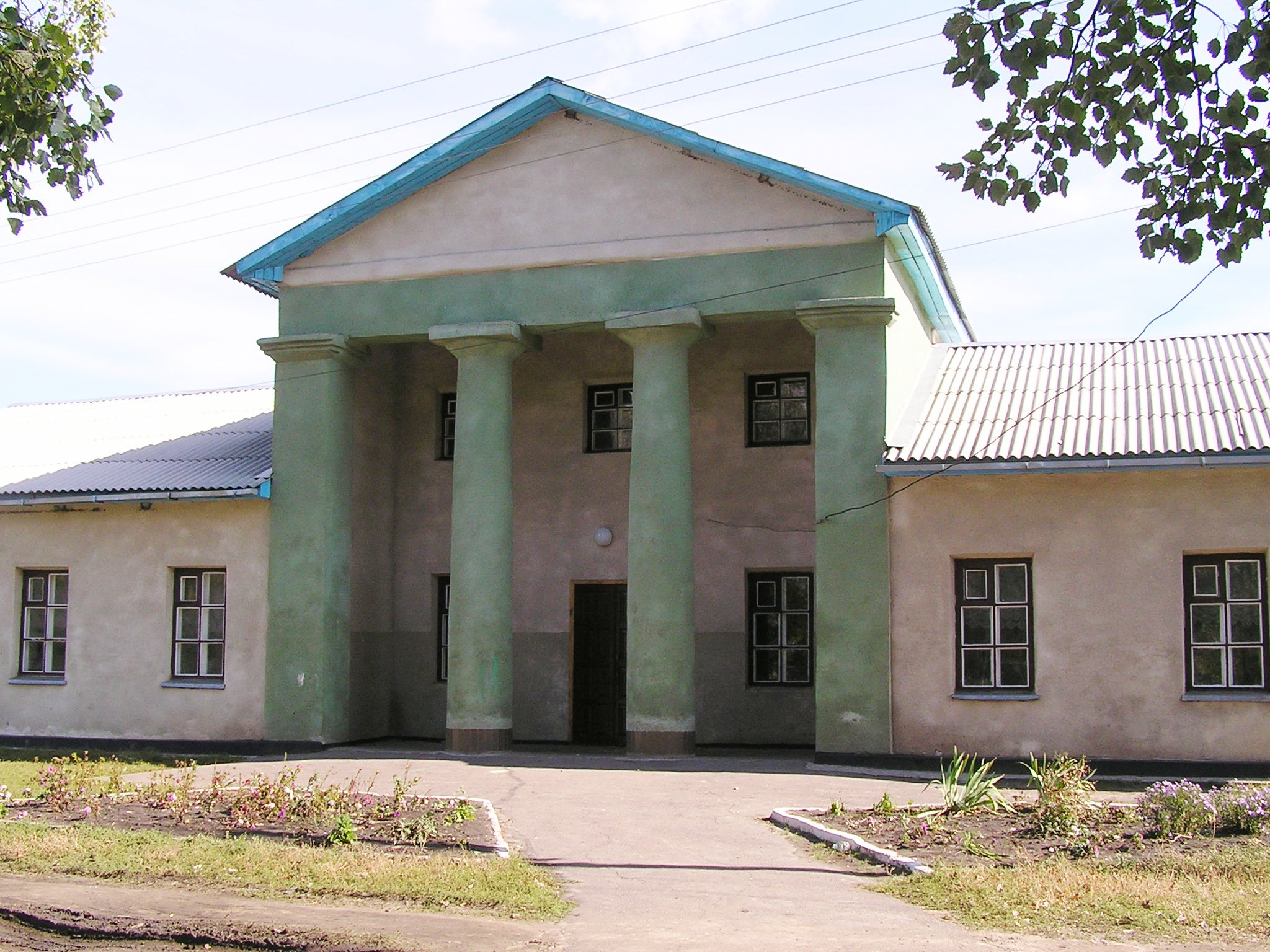
Вигляд спереду
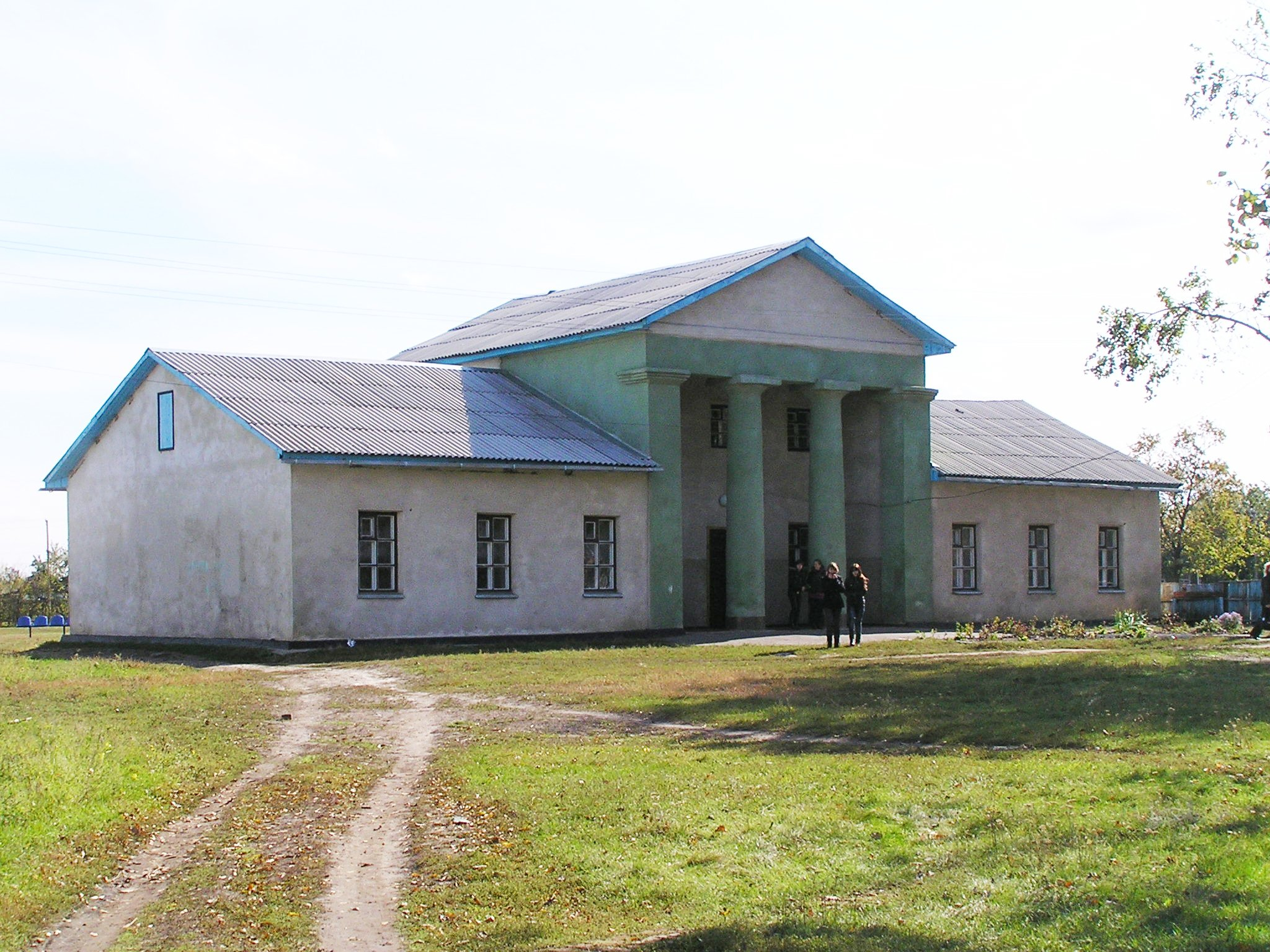
Загальний вигляд
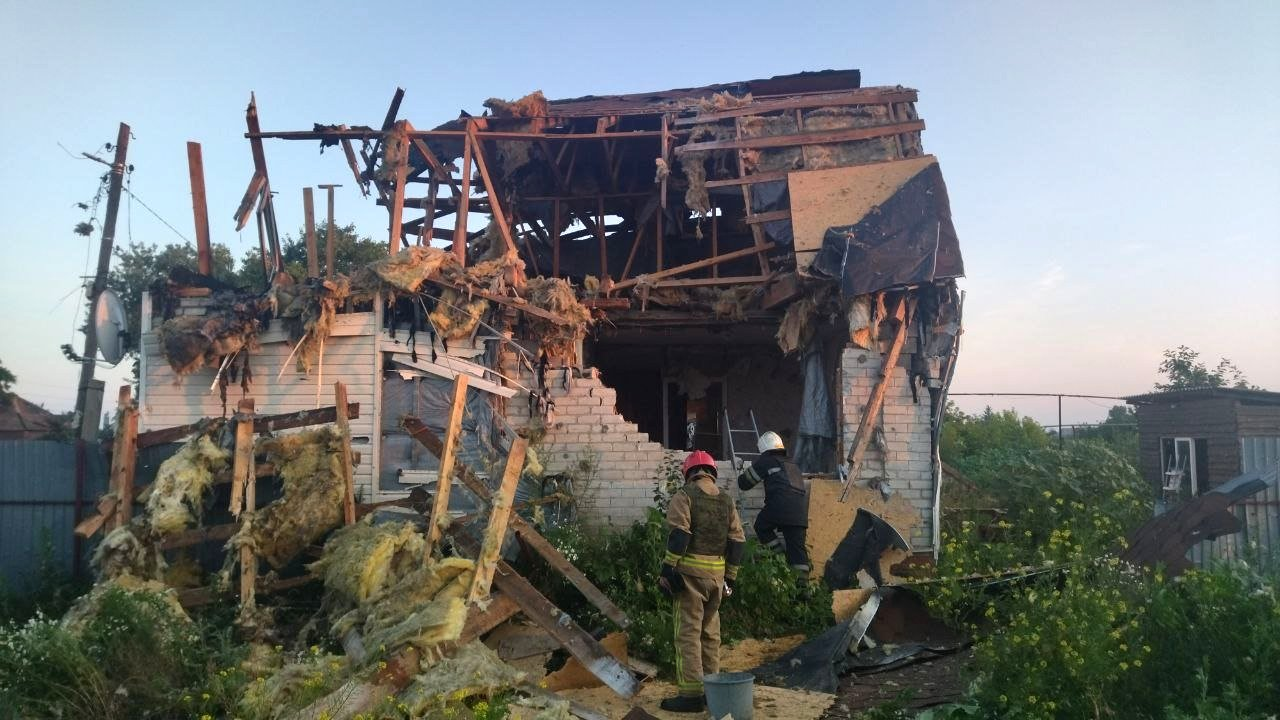
Будинок після російського обстрілу 5 липня